# 港山城
港山城（みなとやまじょう）は、伊予国（現在の愛媛県松山市港山）の、海に面する西側の小丘陵に築かれた河野氏の河野水軍が拠点にした日本の城（山城）。湊山城とも書かれた。
三津の港を見下ろす丘の上にあり、港の警護と監視、有事の際に軍船で出撃するにはうってつけの立地であった。東西に細長く本丸と二の丸が伸びていた。現在は整備されていて面影はないが、かつては海岸線が入り組んでいて島のような状態であったという。

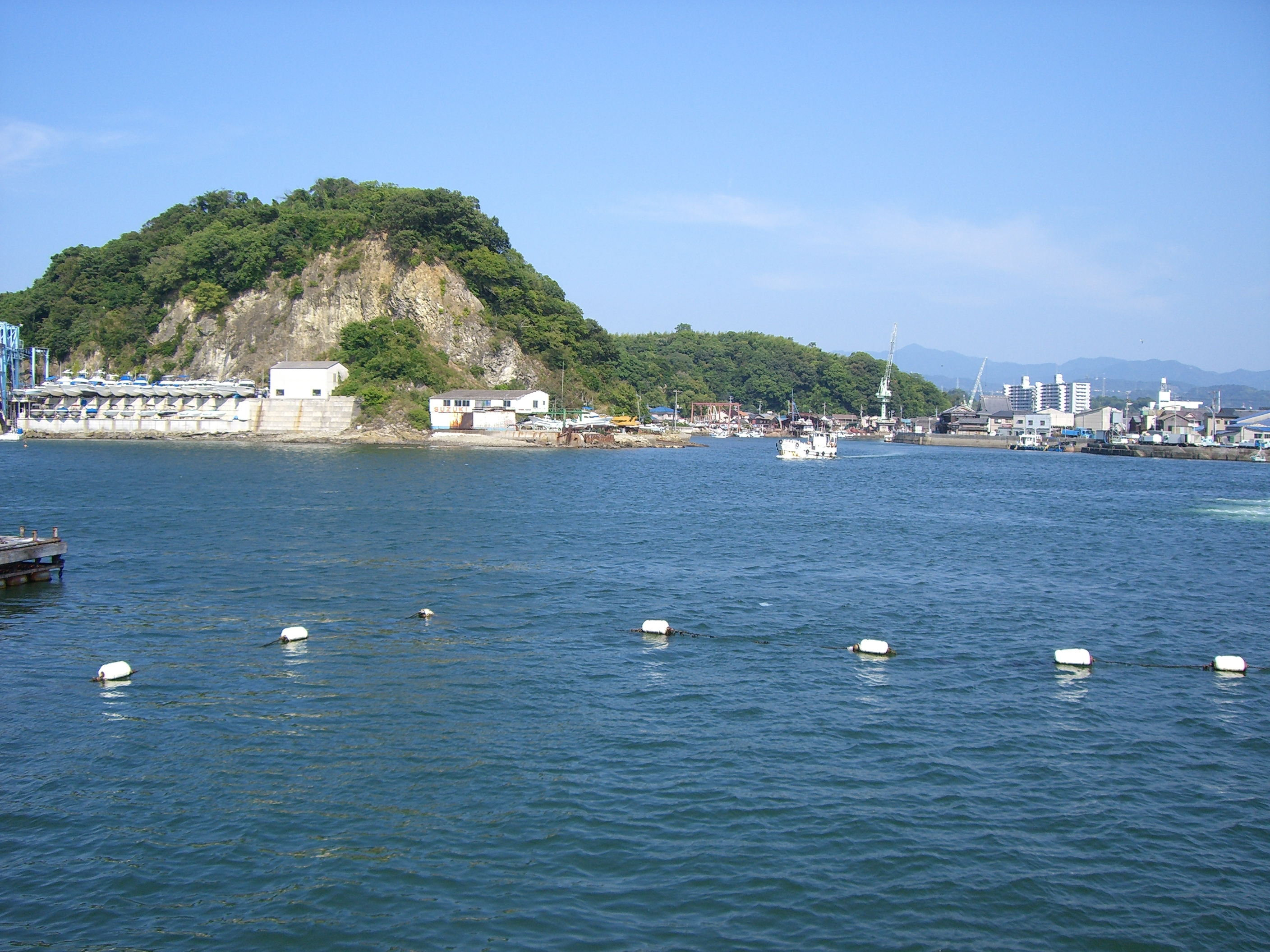
三津浜港の入口に位置する港山

## 歴史
河野通信が文治2年（1186年）に築いたとも、建武年間（1334年から1338年頃）に河野通盛が風早郡河野郷（現在の松山市北条付近）から湯築城に移ったが際に海の守りとして築城したとも、応仁元年（1467年）に河野予州家の武将河野通春が築城して居城としたとする、等の説がある。河野氏の本宗家が居城とした湯築城から距離があり、水軍衆と本宗家の内訌の原因になったとされる。
河野氏本宗家と予州家との内訌(内戦)においては予州家の河野通春の居城となり、寛正6年（1465年）重見飛騨守がにこの城で討死し予州家の勢力が弱まる中、文明14年（1482年）に河野通春が病没。本宗家に攻められあえなく落城する。
本宗家の手に渡った港山城には河野氏の水軍衆が置かれ（湊山衆）忽那氏が統率し、伊予にたびたび侵入した大友氏や毛利氏との争いにおいては防衛の要として重要な役割を果たす。
天正13年（1585年）5月の豊臣秀吉の四国征伐に伴って、伊予に攻め寄せた小早川隆景の伊予平定軍の攻撃で落城して廃城となった。
落城と同じ年、長宗我部元親が伊予を制圧してほぼ四国統一を果たしていたとされており、四国征伐の際には港山城も長宗我部氏の支配下にあった可能性がある。
宮前川が注ぎ込む三津の内湾が城の直下にあって天然の港となっていて地の利は覆しがたく、廃城ののち江戸時代になってからも松山藩の船奉行と軍用船が置かれるなど水軍の根拠地でありつづけた。
港山城の城兵が毎朝、三津の渡しを渡って須崎の浜（現在の三津浜）で米穀や魚を買い求め、それが現在まで続く三津の朝市の始まりになったと言われている。

## 現況
現在も井戸跡や石垣が一部で残る。登山口に案内板があり、頂上までの登山道が設けられている。
三津の内湾は今でも漁港として使用され、多数の漁船やレジャーボートが係留され造船所もある。
麓には湊三嶋神社がある。

## 交通

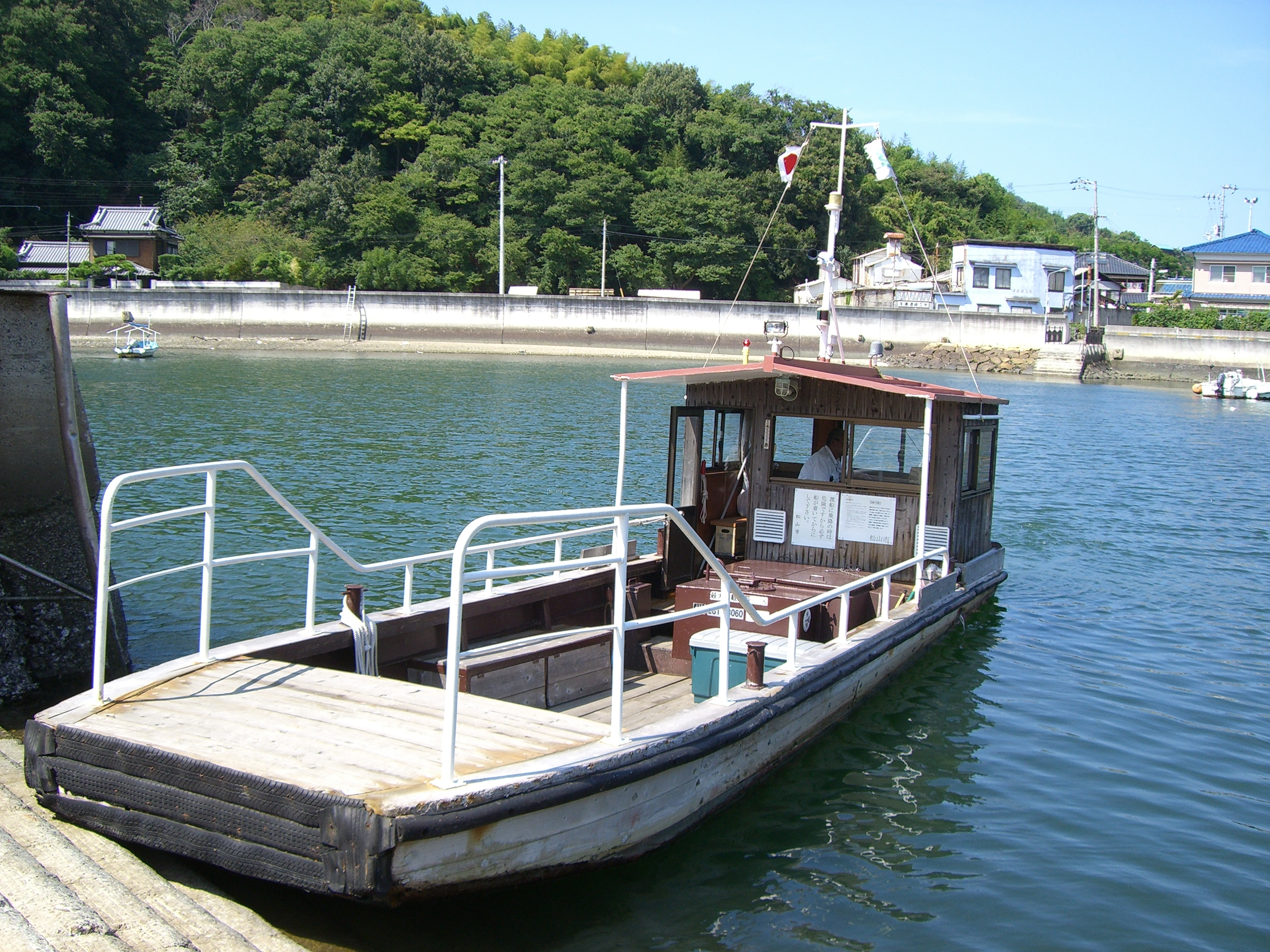
市道高浜2号線の渡し舟（無料）

- 最寄り駅　伊予鉄道高浜線港山駅徒歩2分
- 三津の渡し

港山城の麓と対岸の三津の80mほどを行き来する市営の渡し舟(三津の渡し)が今でも地元の足に利用され、また観光スポットとなっている。この渡し舟は港山城築城後の食料・物資輸送のために始まった起源が古いものである。